# 栃木県立小山高等学校
栃木県立小山高等学校（とちぎけんりつ おやまこうとうがっこう）は、栃木県小山市若木町にある県立高等学校。

## 設置学科
- 全日制課程 
  - 普通科
  - 数理科学科

## 教育目標
1. 真理と学問、正義を愛する人間を育成する。
2. 勤労と責任を重んじ、誠実で勤勉な人間を育成する。
3. 自主・自立の精神を持ち、自他を敬愛する人間を育成する。
4. 広い視野と円満な社会性を持ち、国際社会の有為な形成者となる人間を育成する。

## 沿革
- 1918年 - 小山町立小山農商補習学校として開校
- 1948年 - 学制改革により小山高等学校となり、農業・商業の全日制２課程が置かれる
- 1951年 - 栃木県立小山高等学校と改称
- 1972年 - 農業科を栃木県立小山園芸高等学校へ分離・独立、同時に男子普通科設置
- 1988年 - 全日制商業科4学級中1学級減し、国際会計科に転換
- 1998年 - 全日制商業科・国際会計科　閉科
- 2006年 - 普通科が男女共学となる
- 2008年 - 外国語学科英語人文科が閉科される

## 部活動
- 野球部

選抜高等学校野球大会に2回（1975年〈第47回〉、1976年〈第48回〉）、全国高等学校野球選手権大会に4回（1968年〈第50回〉、1976年〈第58回〉、1994年〈第76回〉、2003年〈第85回〉）出場。1976年春（第48回）では準優勝の結果を残しており、プロ野球選手も輩出している。
- 吹奏楽部

東関東吹奏楽コンクールに2回（14回、19回）に出場している。

## 著名な出身者
- 荒川博之 - 元競輪選手
- 飯原誉士 - プロ野球選手・栃木ゴールデンブレーブス
- 砂岡良治 - 元重量挙げ選手、1984年のロサンゼルスオリンピック男子82.5kg級銅メダリスト
- 河内忠吾 - 元プロ野球選手、元日本大学野球部監督
- 鈴木博識 - 旧名：鈴木博。元日本大学野球部監督。
- 広澤克実 - 元プロ野球選手・野球解説者
- 豊田想 - スポールブール選手
- 森山嘉久 - フランス料理人